# Hard Headed Woman
"Hard Headed Woman" ("Mujer cabeza dura") es una canción interpretada y grabada por Elvis Presley para la banda sonora de su película King Creole ("Rey criollo") en 1958.  Se trata de un rhythm blues compuesto por el músico afroamericano Claude Demetrius que en la interpretación de Elvis, más acelerada y con marcados cortes durante las estrofas, suena más cercano al rock and roll. El tema se convirtió en un gran éxito y alcanzó los primeros puestos de varias listas del Billboard  y del UK Singles Chart.
Años más tarde la cantante Wanda Jackson realizó una grabación de este tema para su álbum Live at Town Hall Party 1958.
Hard Headed Woman fue la primera canción de rock and roll en recibir un disco de oro certificado por la RIAA. 

## Grabación y edición
Hard Headed Woman fue la primera canción que Elvis decidió registrar en Radio Recorders de Hollywood, California, durante la sesión de grabación del 15 de enero de 1958,como material para la banda sonora de la película King Creole. Además de los músicos tradicionales de apoyo de aquel entonces, Elvis incorporó a la sesión una serie de músicos que se encargaron de tocar instrumentos de viento, para darle a los temas un estilo más característico del jazz de New Orleans.
La toma # 10 fue la elegida para el máster que junto a Don't Ask Me Why en la cara B formó parte de un sencillo que RCA lanzó al mercado el 9 de junio de 1958. 
No obstante que el tema fue uno de los más destacados de dicha banda sonora, Elvis no lo interpreta durante la película sino que éste solo se escucha brevemente como música de fondo, durante un segmento entre escenas.

## Letra
La letra se centra alrededor de los conflictos que han tenido las mujeres con respecto a los hombres, desde los comienzos del mundo, mencionándose en ella a varias figuras bíblicas como Adán y Eva, Sansón y Dalila o Jezabel.

## Charts
| Charts (1958)                       | Posición alcanzada |
| ----------------------------------- | ------------------ |
| UK Singles Chart                    | 2                  |
| US Billboard Best Sellers in Stores | 1                  |
| US Billboard Hot Country Singles    | 2                  |
| US Billboard Hot R&B Singles        | 2                  |

## En la cultura popular
La asociación RIAA fundada en 1958 , responsable de la certificación de ventas de discos en los Estados Unidos, comenzó a seguir la carrera de Elvis Presley desde su fundación. Los años previos a la fundación de la RIAA, cada compañía se encargaba de registrar y certificar los logros de sus propios artistas. Ese fue el caso de Elvis desde sus inicios profesionales en 1954 en Sun Records hasta la apertura de la RIAA cuatro años más tarde. 
El disco de oro otorgado por la RIAA a Hard Head Woman además de ser la primera certificación en ese formato a un tema de rock and roll, tuvo lugar por la venta de más de 1 millón de copias del sencillo. Las reglas de la asociación cambiaron posteriormente y el premio de oro es alcanzado tras la venta de 500.000 unidades, mientras que al alcanzar el millón de copias vendidas, como el caso del sencillo Hard Head Woman, es certificado con el disco de platino. 
El premio realizado en un fondo de madera con incrustaciones metálicas, se encuentra hoy en día en las piezas de archivo de Graceland.